# 돈 카를로 뇨키 재단
돈 카를로 뇨끼 재단(이탈리아어: Fondazione Don Carlo Gnocchi)은 14개의 병원(2개의 IRCCS 포함), 8개의 RSA(의료 복지 주거) 및 여러 진료소를 보유한 이탈리아 최대 규모의 민간 병원 그룹 중 하나이다. 재단은 국토 곳곳에 분포되어 있으며 주로 재활의학, 아동 신경정신의학, 완화치료 분야에서 활동하고 있다.

## 구조
재단은 다음과 같은 병원 시설을 갖추고 있다:
- IRCCS 산타 마리아 나센테 - 밀라노
- IRCCS 돈 카를로 뇨키 - 피렌체
- 스팔렌차 센터 - 로바토
- 산타 마리아 아이 서비스 센터 - 파르마
- 산타 마리아 아이 콜리 센터 - 토리노
- 전문 재활 센터 - Fivizzano
- 레반테 리구레 재활 센터 - 라 스페치아
- 산타 마리아 알라 피네타 센터 - 마리나 디 마사
- 비그나미니 센터 - 팔코나라 마리티마
- 산타 마리아 델라 프로비덴차 센터 - 로마
- 산타 마리아 델라 페이스 센터 - 로마
- 전문 재활 센터 - Sant'Angelo dei Lombardi
- 갈라 센터 - 아세렌차
- 전문 재활 센터 - Tricarico

## 같이 보기
- 밀라노 대학교 국제 의과 대학